# Pasquale De Vincenzo
Pasquale De Vincenzo (Bari, 12 febbraio 1968) è un ex calciatore italiano, di ruolo centrocampista.

## Carriera
Cresciuto nell'Inter, la sua prima squadra professionistica è stata il Catanzaro che lo lancia in Serie B nel 1988: resta in Calabria per tre stagioni e mezzo.
Dopo una mezza annata alla Reggina in Serie C1, nell'estate 1992 viene acquistato dal Foggia di Zeman militante in Serie A: rimane ai rossoneri per quattro stagioni (di cui le prime tre in Serie A, dove segna 4 reti in 81 presenze).
In seguito milita per altre 2 stagioni in Serie B alla Reggina.
Fra il 1998 ed il 1999 gioca nel Livorno; poi passa per due stagioni allo Spezia.
Le sue ultime squadre professionistiche sono state la Biellese ed il Montevarchi. In seguitò giocò per una stagione nei dilettanti del Venturina.

## Palmarès

### Giocatore

#### Competizioni giovanili
- Torneo di Viareggio: 1

Inter: 1986

#### Competizioni nazionali
- Serie C2: 1

Spezia: 1999-2000